# Kapi
Kapi – wieś w Estonii, w prowincji Sarema, w gminie Muhu.